# Tovsta, Bilopillea
Tovsta (în ucraineană Товста) este localitatea de reședință a comunei Tovsta din raionul Bilopillea, regiunea Sumî, Ucraina.

## Demografie
Componența lingvistică a localității Tovsta
     Ucraineană (99,02%)
     Alte limbi (0,98%)
Conform recensământului din 2001, majoritatea populației localității Tovsta era vorbitoare de ucraineană (99,02%), existând în minoritate și vorbitori de alte limbi.